# Öchsenberg - Dietrichsberg - Sattelberg
Öchsenberg - Dietrichsberg - Sattelberg este o arie protejată (arie specială de conservare — SAC, sit de importanță comunitară — SCI) din Germania întinsă pe o suprafață de 962 ha, integral pe uscat.

## Localizare
Centrul sitului Öchsenberg - Dietrichsberg - Sattelberg este situat la coordonatele 50°47′12″N 10°01′40″E / 50.7867°N 10.0278°E.

## Înființare
Situl Öchsenberg - Dietrichsberg - Sattelberg a fost declarat sit de importanță comunitară în septembrie 2000 pentru a proteja 1 specie de plante și 8 specii de animale. Situl a fost protejat și ca arie specială de conservare în iulie 2008.

## Biodiversitate
Situată în ecoregiunea continentală, aria protejată conține 7 habitate naturale: Formațiuni de Juniperus communis pe lande sau pajiști calcaroase, Pajiști uscate seminaturale și facies de acoperire cu tufișuri pe substraturi calcaroase (Festuco-Brometalia) (* situri importante pentru orhidee), Grohotișuri medio-europene calcaroase, de la nivel colinar și montan, Păduri de fag Luzulo-Fagetum, Păduri de fag Asperulo-Fagetum, Păduri de fag din Europa Centrală dezvoltate pe sol calcaros cu Cephalanthero-Fagion, Păduri pe pante, grohotișuri și ravene de Tilio-Acerion.
La baza desemnării sitului se află mai multe specii protejate:
- plante (1): papucul doamnei (Cypripedium calceolus)
- păsări (4): buha (Bubo bubo), ciocănitoare neagră (Dryocopus martius), gaia roșie (Milvus milvus), ciocănitoare verzuie (Picus canus)
- mamifere (2): liliac cu urechi mari (Myotis bechsteinii), liliac comun (Myotis myotis)
- nevertebrate (2): Vertigo angustior, Vertigo moulinsiana

Pe lângă speciile protejate, pe teritoriul sitului au mai fost identificate 22 de specii de plante, 1 specie de amfibieni, 15 specii de mamifere, 53 de specii de nevertebrate, 1 specie de reptile.